# مارسيا سي إنهورن
مارسيا كلير إنهورن (بالإنجليزية: Marcia C. Inhorn)‏ متخصصة بالأنثروبولوجيا الطبية، وأستاذة أنثروبولوجيا وعلاقات دولية بدرجة وليام لانمان جونيور في جامعة ييل، حيث هي رئيسة مجلس دراسات الشرق الأوسط. تخصصت في القضايا الصحية والجندرية في الشرق الأوسط، وبحثت الأثر الاجتماعي للعقم وتقنيات التلقيح المعزَّز في مصر ولبنان والإمارات العربية المتحدة والعرب في أمريكا.
قبل انضمامها إلى هيئة تدريس ييل في 2008، كانت أستاذة أنثروبولوجيا طبية في جامعة ميشيغان، ومديرة مركز دراسات الشرق الأوسط وشمال إفريقيا. اشتغلت برئاسة جمعية الأنثروبولوجيا الطبية للجمعية الأنثروبولوجية الأمريكية.

## البحث

### مصر
لِمنحة مارسيا الدراسية مكان وسط بين: دراسات العلوم والتقنية النسوية، ودراسات الشرق الأوسط الجندرية (شاملة دراسات الذكورة)، وأنثروبولوجيا التكاثر. كانت أول علماء الأنثروبولجيا دراسةً للعقم وتقنيات التلقيح المعزَّز خارج الغرب، بعد دخول التلقيح الصناعي في مصر. اشتغلت في مصر في أواخر ثمانينيات القرن العشرين وتسعينياته، فوثّقت أهم الآثار الاجتماعية والدينية والقَرابيّة والجندرية للعقم وعلاجه، إلى جانب أثر التلقيح الصناعي في النظام الطبي والعلاقات الجندرية في البلد. بين 1993-2003 نشرت «ثلاثية مصرية»، وهي ثلاثة كتب تُدعى البحث عن مفهوم (1994) والعقم والبطريركية (1996) وأطفال محليون، علوم عالمية (2003). يمكن وصف تلك الكتب على التوالي بأنها: إثنوغرافيا أنثروبولوجية طبية كلاسيكية، وإثنوغرافيا دراسات جندرية، وإثنوغرافيا خاصة بدراسات العلوم والتقنية عن عولمة التلقيح الصناعي وإدخالها في الشرق الأوسط الإسلامي. في تلك المجلدات رسمت مارسيا المفهوم المصري الاجتماعي والثقافي عن العقم بوصفه مشكلة شخصية وزواجية وقَرباية ومجتمعية، وفسرت كيف أن الخيارات العلاجية التي من قبيل التلقيح الصناعي تأثرت بالأخلاقيات الدينية المحلية. في الكتاب الأخير ذهبت بناء على بحث أُجري في عيادات التلقيح الصناعي بالقاهرة إلى أن «قيودًا» عديدة –اجتماعية وهيكلية وأيديولوجية وعملية– تصعّب اللجوء إلى التلقيح الصناعي أو تقيده تمامًا، حتى بين نخبة المصريين الذين يسعون عبر العالم إلى «أطفال الأنابيب». فازت تلك الكتب بعدة جوائز أنثروبولوجية ونسوية، منها جائزة ديانا فورسايث المقدَّمة من الجمعية الأنثروبولوجية الأمريكية لأفضل بحث أنثروبولوجي نسوي عن العمل والعلم والتقنية والطب الحيوي، وجائزة إيلين باسكار التذكارية المقدَّمة من جمعية الأنثروبولوجيا الطبية لأهم مساهمة في منحة دراسية أنثروبولوجية عن الجندر والصحة.

## وصلات خارجية
- الموقع الرسمي